# Henry Grey, Graf von Tancarville
Henry Grey, Graf von Tancarville (* 1420; † 13. Januar 1450) war ein englischer Adliger.
Henry Grey war das einzige Kind und somit der Erbe von John Grey, Graf von Tancarville und von Joan Charlton, einer Tochter des Marcher Lords Edward Charlton, 5. Baron Charlton. Henrys Vater war ein englischer Heerführer, der aufgrund seiner Verdienste während des Hundertjährigen Kriegs 1419 vom englischen König zum Grafen von Tancarville in der Normandie erhoben worden war. Er fiel im März 1421 in Frankreich. Henrys Mutter hatte zuvor nach dem Tod ihres Vaters einen Teil der walisischen Herrschaft Powis geerbt. Sie starb 1425, womit Grey ihren Anteil an Powis erbte. 
Durch die Rückeroberung der Normandie durch Frankreich in den 1440er Jahren verlor er seine französischen Besitzungen in Frankreich. 1447 ließ er den geächteten Waliser Sir Griffith Vaughan im Hof von Powis Castle hinrichten, obwohl er diesem sicheres Geleit zugesichert hatte.
Der junge Grey war am 3. Januar 1435 mit Antigone, der Tochter von Humphrey, Duke of Gloucester, und dessen Geliebten und späteren Ehefrau Eleanor Cobham, verheiratet worden. Mit seiner Frau hatte Grey mindestens drei Kinder: 
- Richard Grey († 1466), Lord of Powis ⚭ Margaret Tuchet; Eltern des John Grey, 1. Baron Grey of Powis
- Humphrey Grey
- Elizabeth Grey ⚭ Sir Roger Kynaston

Seine Witwe heiratete nach seinem Tod 1451 den französischen Höfling Jean d’Amancier.